# Caper
Capparis spinosa, arbust de caper, este un arbust spinos peren, care crește în zonele calde ale Europei și zona mediteraneană, întreaga peninsulă Sinai până în India. are frunze rotunde, cărnoase și flori mari de la alb la alb-roz. Planta este cel mai cunoscută pentru bobocii comestibili ai florilor (numiți capere, singular: caperă),  folosiți drept condiment, și fructul (boabe de capere), ambele fiind consumate conservate în apă cu sare și oțet. Alte specii de capere sunt de asemenea culese pentru muguri sau fructe. Alte părți ale plantelor capere sunt folosite în produsele medicinale și în cosmetice. 
Planta Capparis spinosa este prezentă  în aproape toată zona țărilor Mediteraneene fiind inclusă în compoziția floristică a celor mai multe dintre ele, dar este incert dacă este indigenă acestei regiuni. De altfel, flora regiunii Mediteraneene are endemism considerabil, iar arbustul de capere ar fi putut avea originea la tropice  și mai târziu să fi fost naturalizat la clima bazinului mediteraneean.
Caperele sunt apreciate pentru gustul lor acrișor asemănător cu lămâia, picant, ușor iute, pe care îl dau preparatelor culinare de legume, pește, sosuri reci și calde, dar și pentru nenumăratele beneficii pe care le aduc organismului.
Caperele se culeg la sfârșitul primăverii, începutul verii, se selectează în funcție de mărime - caperele mici sunt apreciate ca fiind de calitate superioară - se pun la uscat la soare, apoi se conservă prin marinare, în oțet sau în saramură și sunt ambalate în cutii metalice sau în recipiente de sticlă de diferite mărimi, închise etanș.

## Principii active
Caperele conțin vitamine, sunt bogate în fibre și săruri minerale, flavonoide - antioxidanți care combat acțiunea radicalilor liberi -, conțin foarte puține calorii, fiind indicate în dieta persoanelor care luptă cu kilogramele în plus, proteine arginina - un aminoacid foarte bun pentru dezvoltarea copiilor aflați în creștere -.

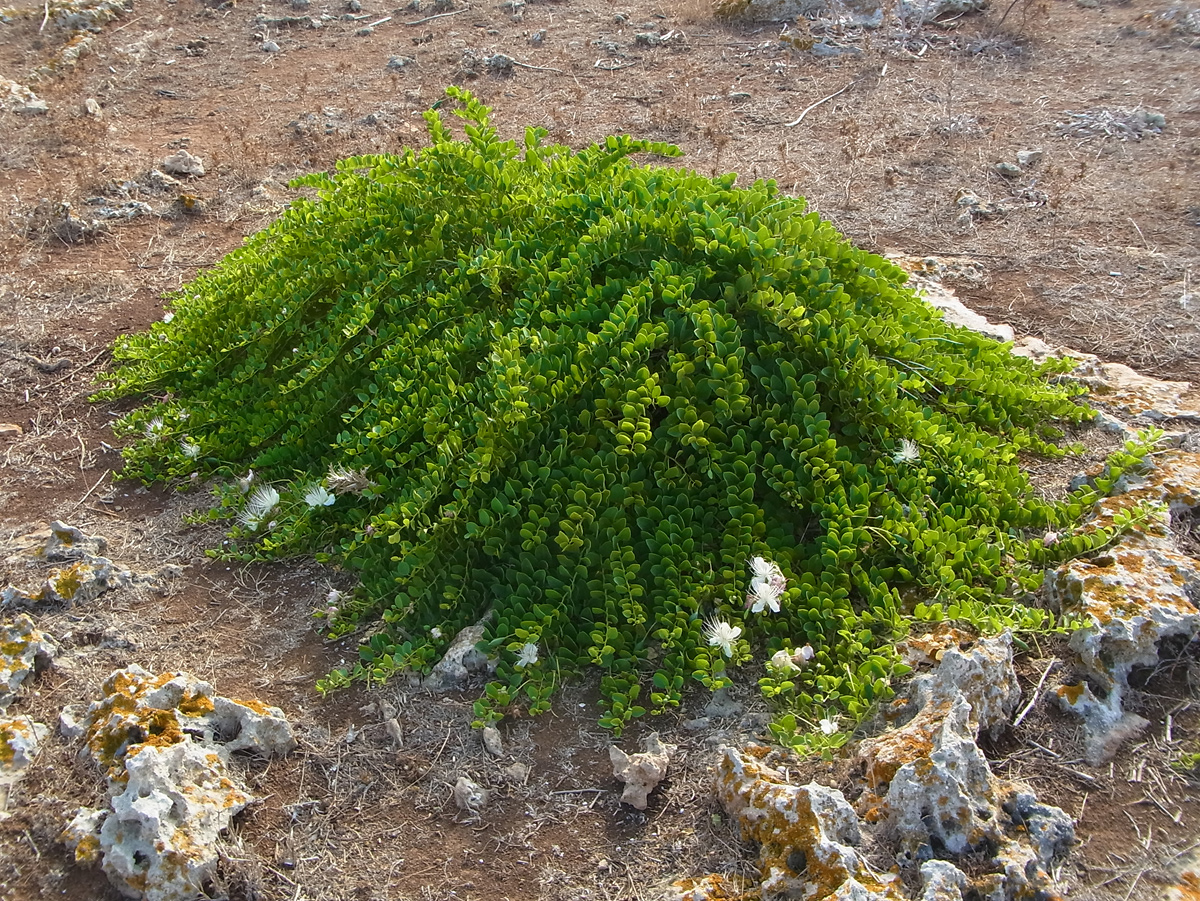
Tufă de caper (Capparis spinosa)
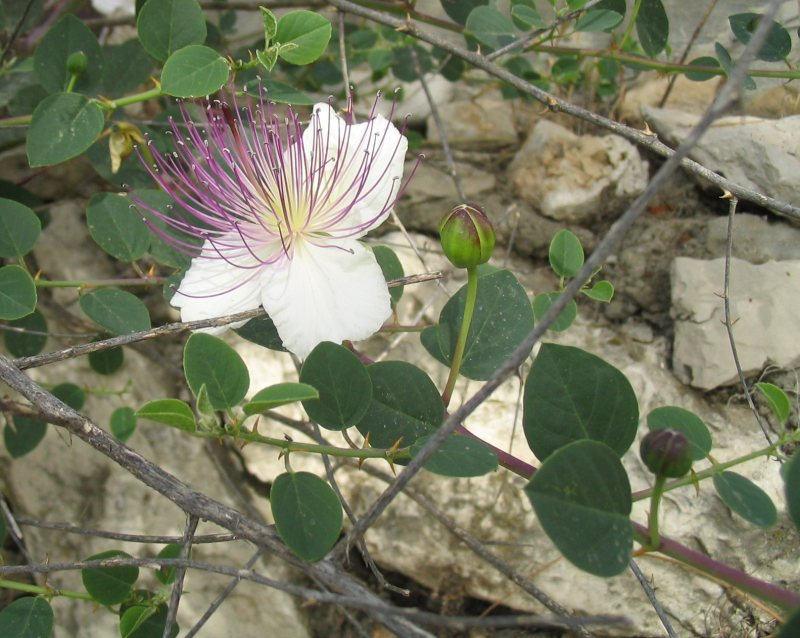
Herb Hyssop Hyssopus officinalis
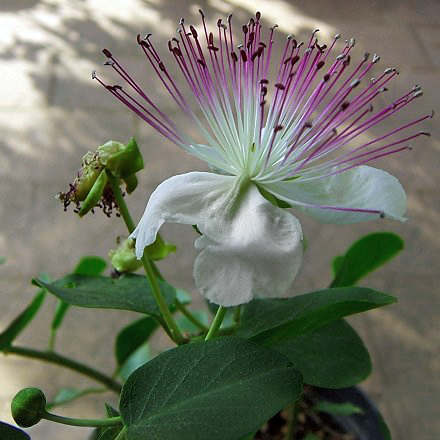
Floare deeschisă de caper, cu mugure (stânga jos)
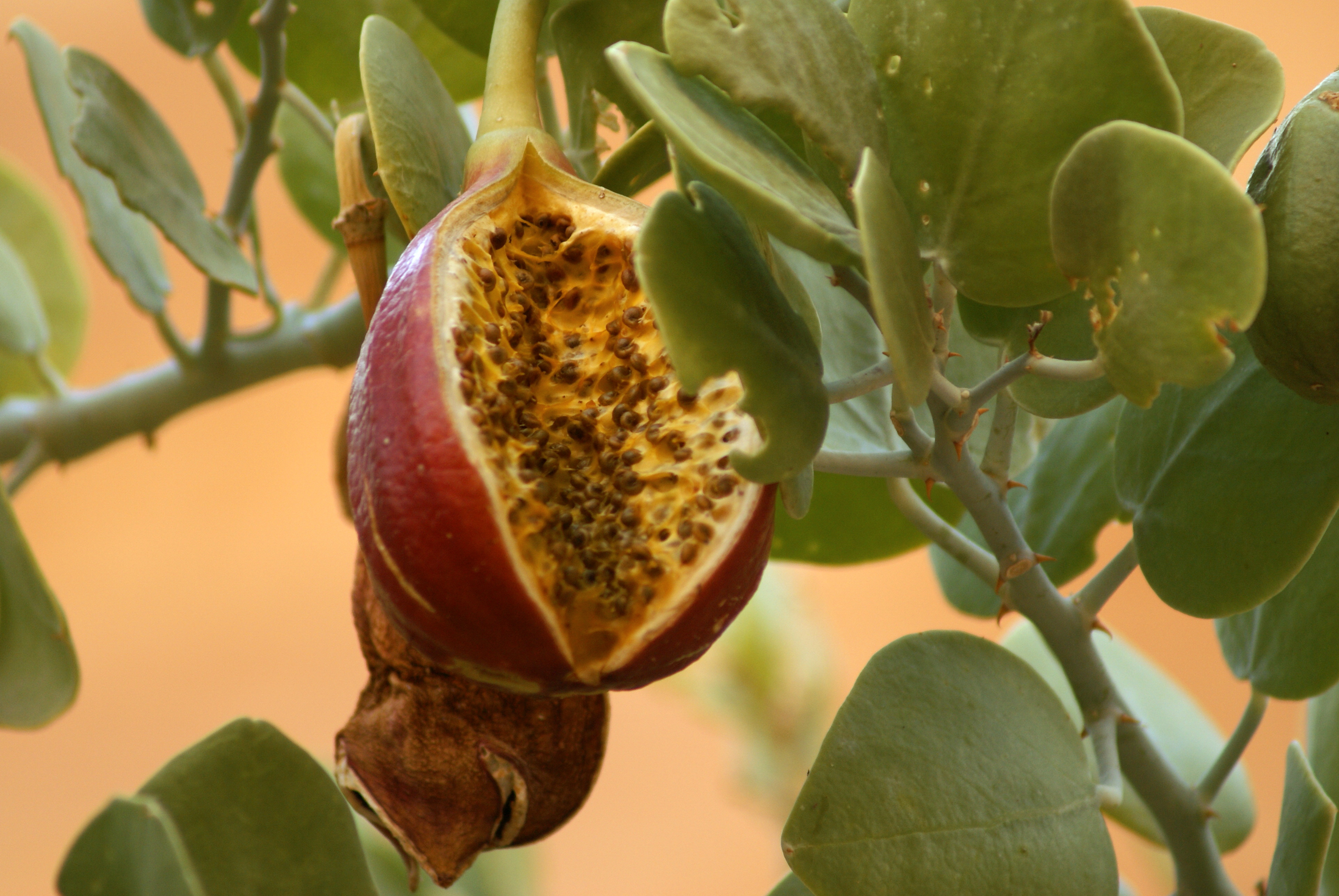
Fruct copt de caperă, crăpat
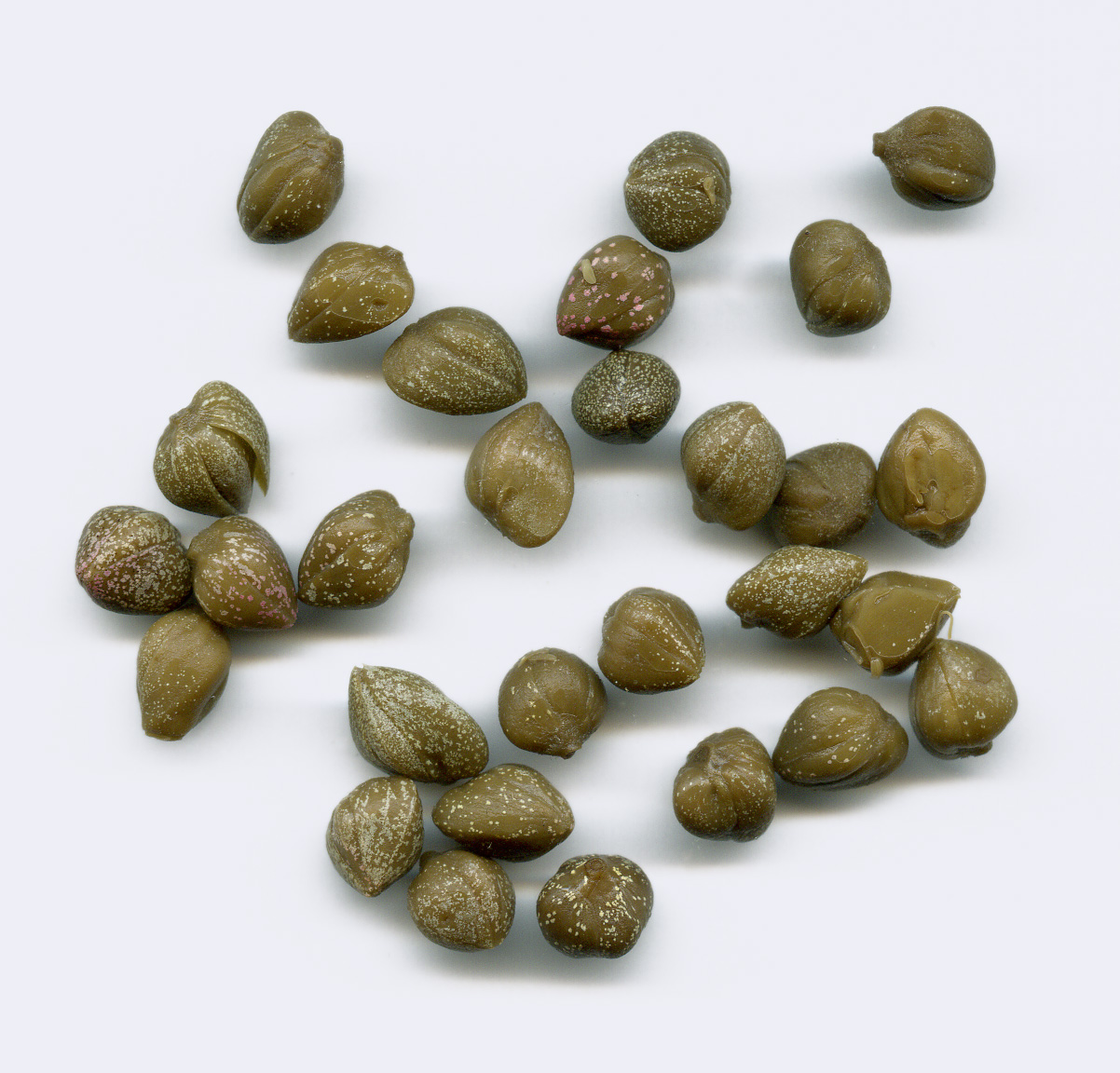
Capere murate
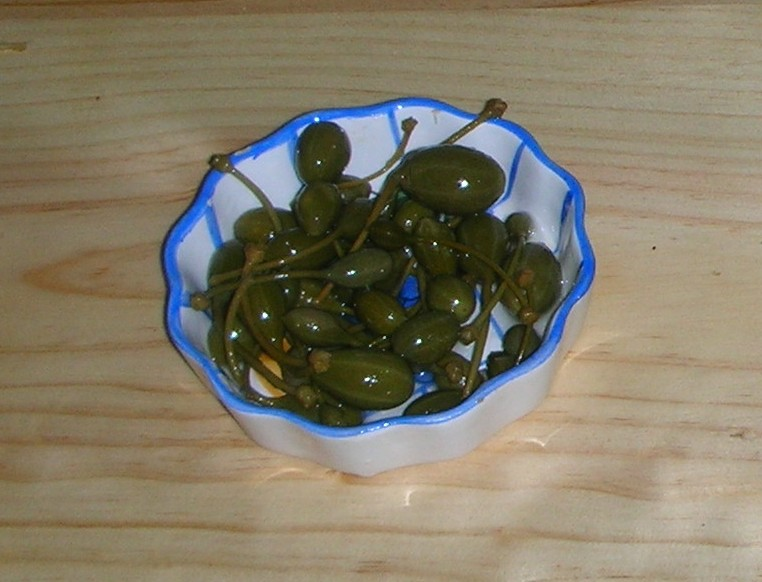
Capere murate (capere uriașe)